# Isla Jana
Isla Jana (en árabe: جنه Ǧanah) es el nombre de una isla de Arabia Saudita que se encuentra en el golfo Pérsico, a unos 20 km al noreste del puerto y ciudad industrial de Jubail. A pesar de los enormes daños a la región costera de Arabia Saudita durante la Segunda Guerra del Golfo, sirvió de nuevo en 1995 como un sitio predilecto para la anidación de la tortuga verde, tortuga blanca o cahuama (Chelonia mydas).
El mar que rodea la isla es una zona de buceo popular. Administrativamente forma parte de la provincia Oriental.